# L'Ombra
L'Ombra, o simplement Ombra, és un personatge de ficció protagonista d'una sèrie de còmic del mateix nom creada l'any 1974 per Alfredo Castelli (textos) i Ferdinando Tacconi (dibuixos) per al Corriere dei Ragazzi; és un botxí i un superheroi amb el poder de la invisibilitat. No s'ha de confondre amb el personatge homònim d'Ongaro i Pratt de 1964.

## Trajectòria editorial
La sèrie L'Ombra, ideada i escrita per Alfredo Castelli, es publica del número 7 del 17 de febrer de 1974 al número 45 del 7 de novembre de 1976. Els primers quinze capítols es presenten a Albo Avventura, insert del diari principal, mentre que posteriorment la sèrie continua a les pàgines del diari. El primer episodi, Firmato l'Ombra, és també l'únic dibuixat per Ferdinando Tacconi mentre que els següents porten la signatura de Mario Cubbino.
A Catalunya l'Editorial Bruguera va publicar les històries només en llengua castellana a les seves sèries Mortadelo Extra de Terror i Super Pulgarcito.

## Biografia del personatge
Grant Shade és un investigador privat que, a causa de la seva investigació sobre el tràfic d'un criminal conegut com "Il Corso", resulta ferit greu en un atac i, donat per mort, llençat al seu cotxe a un llac d'aigües tòxiques. Tanmateix, tot i que s'està morint, el compost de substàncies tòxiques present al llac cura inexplicablement les seves ferides i el fa invisible. A hores d'ara, incapaç de fer una vida normal, considerat per tots mort, decideix utilitzar la resta de la seva vida per buscar justícia i adquireix la identitat del botxí conegut com L'Ombra. Sota aquesta disfressa, continuarà la lluita contra il Corso i viurà moltes altres aventures. Metafòricament, Grant Shade és un home que va sacrificar la seva existència individual a la realització d'un principi universal; els seus interessos particulars en la consecució d'un propòsit general. Per això, el que queda d'ell és només una ombra: renuncia al que és personal i, per tant, superflu, el caracteritza, per esdevenir un principi abstracte de justícia que opera en el món i està més enllà i per sobre d'ell. El nom del protagonista fa referència a l'investigador Sam Spade de El falcó maltès, mentre que la trama és una presa genèrica de la història de The Spirit de Will Eisner.